# Phalacrus substriatus
Phalacrus substriatus là một loài bọ cánh cứng trong họ Phalacridae. Loài này được Gyllenhal miêu tả khoa học năm 1813.